# Pilot (American Horror Story)
"Pilot" es el primer episodio y el estreno de serie de American Horror Story, el cual se estrenó en el canal FX el 5 de octubre de 2011. El episodio fue coescrito por los creadores de la serie Ryan Murphy y Brad Falchuk y dirigido por Murphy. Falchuk y Murphy habían colaborado anteriormente en Glee.
En este episodio, la familia Harmon - Ben (Dylan McDermott), Vivien (Connie Britton) y Violet (Taissa Farmiga) - se mudan de Boston a Los Ángeles después que Vivien tiene un aborto involuntario y Ben tiene una aventura con una de sus estudiantes. La familia se muda a una mansión restaurada, sin saber que está encantada por sus expropietarios. Cuando Vivien intenta hacer frente a su vecina instrusa, Constance (Jessica Lange), Violet se conecta con el adolescente Tate (Evan Peters).
En Estados Unidos, la serie llegó a 3.18 millones de espectadores. Tuvo una clasificación de 1.6. Metacritic le dio 61 de 100 puntos.

## Trama

### 1978
Una joven Addie (Katelyn Reed) mira una mansión, mientras un par de gemelos (Kai y Bodhi Schulz) se acercan a la casa con bates de béisbol. Addie les advierte que si entran a la casa morirán. Los niños no le hacen caso a su advertencia, y entran a la mansión. Entrando al sótano, encuentran varios jarros con restos de animales y fetos humanos, como también instrumental quirúrgico ensangrentado. Quejándose del olor, uno de los gemelos camina hacia las escaleras hasta que se da cuenta de que su hermano ha quedado en silencio. Camina hacia atrás para encontrarlo con su respiración trabajosa debido a un profundo corte en la garganta. Después algo surge desde la oscuridad para atacar al gemelo que sigue con vida y asesinarlo.

### 2011
La familia Harmon se muda de Boston a Los Ángeles para escapar de su doloroso pasado, pero descubrirán que sus problemas están lejos de haber terminado. Ben (Dylan McDermott), un psiquiatra, lucha por ganar la confianza de su esposa, Vivien (Connie Britton), después de tener una aventura con una mujer más joven. Todavía recuperándose de un aborto involuntario, Vivien siente que algo está mal con la casa mientras lidia con una vecina entrometida, Constance (Jessica Lange), y su hija Adelaide (Jamie Brewer), quien tiene Síndrome de Down.
Mientras investigan el ático, Ben y Vivien encuentran un traje de látex negro. Su hija, Violet (Taissa Farmiga), comienza su primer día en una nueva escuela y es incordiada por un grupo de chicas. Ben comienza a recibir pacientes en su hogar y uno de esos pacientes, un chico posiblemente psicótico llamado Tate (Evan Peters), comienza una relación con Violet. Pero Tate va demasiado lejos tratando de ayudarla con su problema de acoso en la escuela. Violet le dice que se vaya y no regrese más, pero parece que algo en la casa es responsable por lo que pasó. Vivien re-contrata a un ama de llaves, Moira (Frances Conroy), a quien Ben sólo ve como una mujer joven y seductora (Alex Breckenridge). Ben y Vivien pelean por sus problemas antes de hacer el amor.
A Ben se le acerca Larry (Denis O'Hare), un ex-propietario de la casa con grandes quemaduras en su rostro, quien aparentemente asesinó a su familia al incendiarlas después de oír voces. Larry le advierte a Ben que si no saca a su familia de esa casa, morirán. Ben, estando sonámbulo, se obsesiona con los quemadores de la cocina. Constance lo detiene. A Vivien se le acerca una persona quien ella cree que es Ben en el traje de látex, y tiene sexo con el extraño. Luego, descubre que está embarazada.

## Producción

### Concepción y desarrollo de la historia

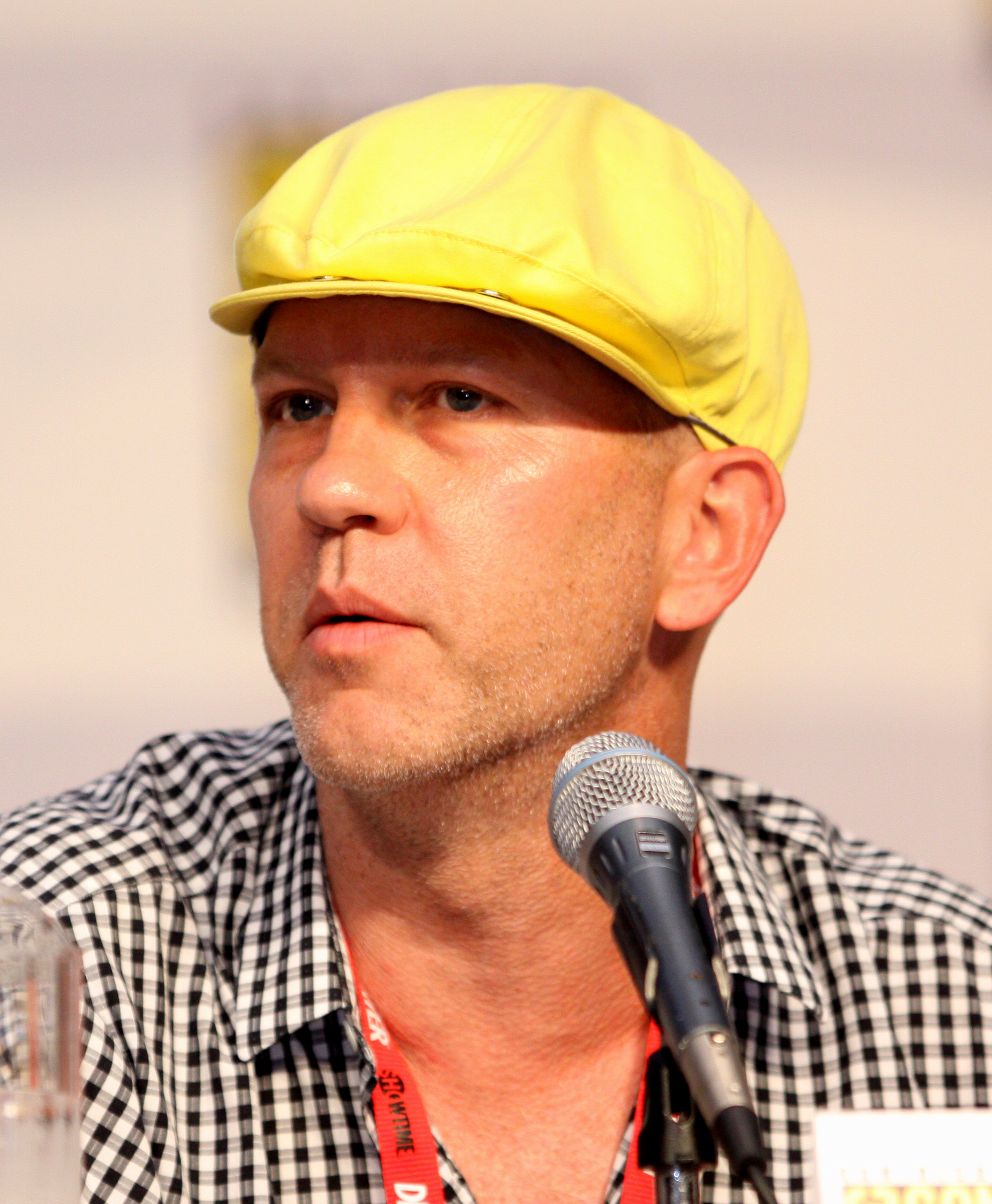
Ryan Murphy, coescritor y director del episodio estreno

Los creadores Murphy y Falchuk comenzaron a trabajar en American Horror Story antes que la producción de Glee comenzara. Murphy quería hacer lo opuesto a lo que había hecho anteriormente y así empezó su trabajo en la serie. "Pasé de Nip/Tuck a Glee, así que tenía sentido que quisiera hacer algo difícil y oscuro. Y siempre he amado, como Brad también, el género de terror. Así que fue algo natural para mí." Dijo, "Estamos haciendo una pieza limpia, dulce, optimista, no cínica, quería hacer algo que de alguna manera tapara el lado diferente de mi personalidad." Falchuk estaba intrigado por la idea de poner un punto de vista diferente en el género de terror, diciendo que su objetivo principal en crear la serie era asustar a los espectadores. "Quieres que las personas estén un poco fuera de balance después", dijo. El tono oscuro de la serie se refleja luego de Dark Shadows, en que la abuela de Murphy lo obligó a ver cuando era joven. Además, la serie se inspira en películas clásicas de terror como Rosemary's Baby de Roman Polanski y The Shining por Stanley Kubrick.
Desde el principio, Murphy y Falchuk planearon que cada temporada de la serie contaría una historia diferente. Después que el final de la primera temporada salió al aire, Murphy habló de sus planes de cambiar el elenco y ubicación para la segunda temporada. Dijo, sin embargo, que algunos actores regresarán interpretando personajes completamente diferentes, criaturas, monstruso, étc. Las historias de los Harmon se han terminado. Las personas que estarán regresando interpretarán nuevos personajes," anunció.

### Casting y filmación
Los anuncios del casting comenzaron en marzo de 2011, con Connie Britton siendo la primera en ser elegida, interpretando a la personaje principal femenina, Vivien Harmon. Britton dijo que tomó un riesgo en tomar el papel de Vivien. Cuando Murphy le presentó el papel, él dijo, "Esto es algo que nosotros nunca te hemos visto hacer anteriormente. Cambiará lo que has estado haciendo." Ella estaba intrigada por lo que él le presentaba y finalmente, decidió tomar el papel. En una entrevista con Entertainment Weekly, el cocreador de la serie, Ryan Murphy, dijo que él le dijo a Connie Britton, anteriormente, que su personaje Vivien moriría en la primera temporada. "Realmente teníamos toda la temporada trazada desde el comienzo", dijo. "En las reuniones con los principales actores, los personajes principales, Connie, Dylan [McDermott] y Jessica [Lange], mientras intentábamos atraparlos, fuimos capaces de decir, aquí es donde comienzas, este es el comienzo, y así es como terminas. Así que, sí, fui capaz de decirle a Connie realmente toda la serie". Denis O'Hare se unió al elenco a finales de marzo como Larry Harvey. Jessica Lange se unió al elenco en abril como Constance, haciendo su primer papel regular en la televisión. Lange se sentía atraída por el papel porque no requería un compromiso de 22 episodios como una serie. "¡Eso fue grande para mí", dijo ella. "No estaba a punto de comprometerme a seis meses. Era más un programa de cable, que un programa de red... Me han ofrecido series antes, y siempre desidia en no participar , porque no puedo hacer ese tipo de compromiso debido a mi tiempo".
Dylan McDermott fue elegido como el protagonista Ben Harmon a finales de abril. Su personaje fue descrito inicialmente como "un guapo y masculino terapeuta pero sensible, quién ama a su familia pero ha herido a su esposa". McDermott dijo que quería hacer el papel para romper su papel anterior como Bobby Donnell en la serie The Practice. "Esto fue exactamente el por qué quise hacer esta serie - para cambiar y hacer un diferente tipo de personaje. Las personas piensan de mí como el tipo de The Practice. Quería cambiar esa noción en su cabeza y con esperanza estoy haciendo eso," dijo.
En mayo, Taissa Farmiga y Evan Peters fueron los últimos actores en ser elegidos, interpretando a Violet Harmon y Tate Langdon. Farmiga dijo que amó a Violet "inmediatamente" y que "Ella tenía agallas para ella, ella tenía actitud". Murphy ha descrito a Tate como el "verdadero monstruo" de la serie, agregando: "Para el gran crédito de Evan y el crédito de los escritores, creo que Evan ha hecho un trabajo increíblemente difícil en hacer un monstruo simpático."
Zachary Quinto se unió al reparto en agosto como Chad, el antiguo dueño de la casa. Teddy Sears fue elegido para interpretar a Pat la pareja de Chad.

## Promoción
Como parte de la promoción para la serie, FX lanzó una campaña "House Call", en la que los espectadores en casa podrían unirse y estar cara a cara con un personaje de la serie. Antes del estreno de la serie, FX lanzó varias pistas para arrojar luz en la serie. Se les ofreció en el canal de YouTube oficial de la serie. Diez pistas fueron lanzadas, tituladas, "Violonchelo", "Bebé", "Parejas", "Ataúd", "Tumbado", "Fuego", "Escaleras", "Derretir", "Violonchelo Rojo", y "Bache de Goma".

## Audiencia y recepción
En Estados Unidos, la serie llegó a 3.18 millones de espectadores. Tuvo una clasificación de 1.6. Metacritic le dio 61 de 100 puntos. Este fue el mejor número que FX ha recibido en un estreno de serie. El episodio ayudó a hacer que octubre fuera el mes más visto en FX en todos los tiempos, fue visto por 3,2 millones de espectadores en 59 países.
El episodio piloto llegó a 61% en Metacritic, basado en 29 reseñas Ken Tucker de Entertainment Weekly premió al episodio piloto con una B+, declarando, "AHS es bastante escalofriante, todo el tiempo: un montón de gritos, sexo, sustos, caras mutiladas, comportamiento psicótico y bebes muertos". Chuck Barney del San Jose Mercury News dijo "La mayoría de los shows televisivos, después de un rato, salen de la memoria. Este te va a perseguir hasta en los sueños". Hank Stuever de The Washington Post dijo en su reseña que "Re-hacer las cosas es una de las faltas de Murphy, pero este show tiene un estilo cautivador y es algo grotesco." Matt Fowler de IGN TV escribió que "el episodio piloto contenía más estilo que substancia, pero que es totalmente visible". Fowler escribió que "AMS te atrapa, es un invento subversivo" y puso como referencia a Amityville Horror, The Shining y Twin Peaks. Aunque no todas las reseñas fueron favorables. Alan Sepinwall de HitFix le dio a la serie una D−, diciendo, "está muy por encima de lo máximo, cuando el máximo es un espectro microscópico en su raro espejo, y esta lleno de sonidos raros, personajes que es posible que no olvides aunque es probable que lo desees".